# Stora Styrholm
Stora Styrholm (finska: Iso Tyyrholma) är en ö nära Innamo i Nagu,  Finland.   Den ligger i Pargas stad i den ekonomiska regionen  Åboland  och landskapet Egentliga Finland. Ön ligger omkring 4 kilometer nordost om Innamo, omkring 11 kilometer nordväst om Nagu kyrka,  32 kilometer sydväst om Åbo och 170 km väster om Helsingfors. Närmaste allmänna förbindelse är förbindelsebryggan vid Innamo som trafikeras av M/S Falkö. Arean är 0,56 kvadratkilometer.
Terrängen på Stora Styrholm är mycket platt. Öns högsta punkt är 26 meter över havet. Den sträcker sig 0,9 kilometer i nord-sydlig riktning, och 1,1 kilometer i öst-västlig riktning.